# Ferdinand Willeit
Ferdinand Willeit (Fortezza, 14 settembre 1938 – Verona, 2 agosto 2018) è stato un politico e manager italiano di madrelingua tedesca.

## Biografia
Willeit ha studiato giurisprudenza presso l'Università di Innsbruck e di Padova.
Fu uno degli ideatori della manifestazione svoltasi a Gries am Brenner il 15 settembre 1991, soprannominata "vento baltico", ovvero "una grande manifestazione al Brennero, quale primo obiettivo per conseguire il più velocemente possibile la riunificazione del Tirolo e impedire la concessione della quietanza liberatoria", sostenuta da Christian Waldner, segretario della Junge Generation dell'SVP, Karl Wolfgang Scheiber e Franz Arthur Pahl, autore del libro Tiroler Einheit, jetzt! dove indica i 5 punti per la secessione dell'Alto Adige e la sua riunificazione al Tirolo austriaco. Da questa manifestazione escono vincitrici le idee di Luis Durnwalder assieme a quelle di Alois Partl, maggiormente orientate alla nascita della Regione europea del Tirolo, la futura Euregio Tirolo-Alto Adige-Trentino.
In seguito poi ha lavorato nella pubblica amministrazione dell'Alto Adige. Nel 1971 è diventato direttore del Consorzio dei Comuni della Provincia di Bolzano e contemporaneamente Segretario e Direttore del Consorzio BIM Adige Bolzano e tra il 1981 e il 1997 ed è stato presidente dell'Unità Sanitaria Centro Sud Bolzano. Nelle elezioni politiche del 1987 Willeit ha ottenuto un seggio alla Camera dei deputati nelle file della Südtiroler Volkspartei, incarico che ha ricoperto fino al termine della legislatura nel 1992. Dal 1992 al 2007 è stato presidente della Autostrada del Brennero S.p.A., che gestisce la A22, la sezione italiana dell'autostrada del Brennero.
Dal 2002 al 2009 è stato anche presidente della Società Trasporto Rotaia Brennero SpA e Rail Traction Company, due società che sono controllate dall'Autostrada del Brennero S.p.A. e sono attive nel settore ferroviario. Dal 2005 al 2010 Willeit è stato vicepresidente della Banca di Trento e Bolzano, attualmente è presidente del provider di telecomunicazioni Brennercom.
Nel 2011 Willeit ha ricevuto la decorazione al merito del Tirolo.
È morto a 79 anni il 2 di agosto 2018.